# ハリねずみ
『ハリねずみ』は、日本のフォークデュオ・遊吟が2011年3月9日にTsubasa Recordsからリリースした2枚目のミニアルバムである。

## 内容
前作『テノヒラ』から2年ぶりのミニアルバム。
前作では不参加だった長澤孝志が2作ぶりに復帰。今作では全曲のアレンジを担当している。また、伸治のクレジット表記がインディーズ期のしんじ名義となっている。
今作を以ってメジャーレーベルを離脱。次作以降は再びインディーズレーベルに戻っている。

## 収録曲
1. そんでありがとう
  - 作詞作曲 : 卓、編曲 : 長澤孝志
2. ミタイトルミライ
  - 作詞作曲 : 卓、編曲 : 長澤孝志
3. スターチス
  - 作詞作曲 : 卓、編曲 : 長澤孝志
4. ジレンマ
  - 作詞作曲 : しんじ、編曲 : 長澤孝志
5. ナイン
  - 作詞作曲 : 卓、編曲 : 長澤孝志
6. 最後のプレゼント
  - 作詞作曲 : 卓、編曲 : 長澤孝志
7. ファミリー
  - 作詞作曲 : 卓、編曲 : 長澤孝志